# Aeroportul Caldas Novas
Aeroportul Caldas Novas (IATA: CLV, ICAO: SBCN) este un aeroport din Goiás, Região Centro-Oeste do Brasil⁠(d), Brazilia ce deservește zona Caldas Novas. Aeroportul a fost tranzitat în 2022 de 58.177 de pasageri. A fost numit după zona deservită.
Situat la o altitudine de 685 m, aeroportul dispune de 1 pistă.

## Infrastructură

### Piste
Aeroportul dispune de o singură pistă. Pista 9/27 are suprafața de asfalt și dimensiunile 2.100 m × 30 m. 